# لاري بول (لاعب كرة قدم أمريكية)
لاري بول (بالإنجليزية: Larry Poole)‏ هو لاعب كرة قدم أمريكية أمريكي، ولد في 31 يوليو 1952 في آكرون في الولايات المتحدة.

## وصلات خارجية
- لاري بول على موقع مرجع كرة القدم المحترفة.كوم (الإنجليزية)